# Kelvin Tan
Kelvin Tan (22 de agosto de 1964) es un músico cantante, escritor y conferenciante singapurés. Ha publicado dos novelas como All Broken Up and Dancing (1992) y the Nethe(r);R (2001) y más de 102 álbumes discográficos. Es profesor de tiempo parcial en el "LASALLE College of the Arts" y es el guitarrista de la banda The Oddfellows, quien era vocalista y además para dicha banda compuso un tema musical de éxito titulado "She's So Innocent".
Tan también es miembro de otras bandas musicales como Stigmata, Prana vs r-H y Path Integral. En 1997, fue cofundador de "Aporia Society", una sociedad de artes multidisciplinario.

## Biografía
Estudio  en la escuela anglo-chino, Jurong Junior College, se graduó en la Universidad Nacional de Singapur con un Bachillerato en Artes (con honores) en Literatura en 1990.
A los 14 años de edad, fue presentado por famosos artistas como Charlie Parker, Bob Dylan y Joni Mitchell y en literatura por JD Salinger, Saul Bellow y Philip Roth.

## Carrera
En 1982, Tan fue galardonado con un certificado de mérito por "Swan Leda", en un Concurso Nacional de cuentos Shell. En 1986, su obra "Tramps Like Us" fue galardonado con el tercer premio en el "Shell Short Play Competition". Se incorporó a la banda "The Oddfellows", como guitarrista en 1989.
Su novela "All Broken Up and Dancing" (1992), fue originalmente un cuento publicado por "The Straits Times" en 1985. En 1986, contribuyó la canción titulada "Seen the End" para la revista "Nothing on the Radio". Fue una de las canciones que más éxito ha tenido.

### Novels
- All Broken Up and Dancing (1992, Thesaurus Media Publications; 2009, Sia Joo Hiang) ISBN 9810039980 ISBN 9789810826017
- the Nethe(r);R (2001)

### Reproducción
- Tramps Like Us (1986)
- Goodbye Jennifer (1987-88)
- Flights Through Darkness (1994-95)
- Life is an Angel (1998)
- Vermeiden//a(Void) (1998)

## Discografía
- The Bluest Silence (1998)
- Alone, descending Sisyphus (1999)
- Songs In Search Of An Other (2000)
- Disembowelling Brecht (2001)
- Being; In The Light Of Convergence (2001)
- Mortal Songs For Believers (2002)
- Understanding The Lion (2002)
- Remnants From The Cities Of Reasons (2002)
- Meta(axis): In Reverse (2002)
- Truths And Consequences (2003)
- Myths From The Wilderness (2003)
- Dreams Of The Enigma Revealed (2003)
- The Wilderness Quartets (2004)
- When Our Spirits Awaken (2005)
- Weltanschauung Septet (2006)
- She Who Communes With The Stars (2007)
- ...and her eyes said yes... (2010)
- From where i stand, it's all changing (2010)
- The Passion (2010)
- Below the Abyss (2011)
- Bound by Affection (2011)
- Lost Songs, Now Redeemed (2011)
- Ah Boy, Me and TNT! (2011)
- Together, Naturally (2011)
- Solitude, In Spite Of (2011)
- Tributaries (2011)
- Talkin' True, Lightnin' Blues (2011)
- The Heart (2011)
- The Taipei Shuttle and How To Use It (2011)
- Love Has To Be So Hard (2011)
- Re: Visions (2011)
- Evocations for Solace (2011)
- Homages (2011)
- The Souls of Old Harbours (2011)
- Dignity (2011)
- If you never know where you were, then you were never lost. (2012)
- Eurology for Paul Motian (2012)
- Odes for Asphodel's Smiles (2012)
- Perceptualities (2012)
- Slightly towards the Dawn (2012)
- Surfacing In (2012)
- Searching for the meaning of Incandenscence (2012)
- More lightning blues for you (2012)
- Modern Madrigals for Hope (2012)
- My Brother, My Soul (2012)
- Alive, in time (2012)
- Magpie till I die! (2012)
- Old melodies, made new, for my beatrice (2012)
- The Yearning (2012)
- Unhinged for Falling Stars (2012)
- The light that falls (2012)
- Transmigration of Citizen N (2013)
- Fighting the Fire (2013)
- Jacqtourismo! (2013)
- Morning Set! (2013)
- Flying low; Covered in Hope (2013)
- Lucidity (2013)
- Turning inwards, Raging fire (2013)
- Random Ubiquities (2013)
- Unravelling the Hunger (2013)
- We, the Sound, and the Zeitgeist (2013)